# A Ulloa
A Ulloa és una comarca de Galícia situada al sud de la província de Lugo. Limita amb la comarca de Lugo al nord-est, la comarca de Chantada al sud, O Deza al sud-oest, i la Terra de Melide al nord-oest. El seu nom prové del riu Ulla.
En formen part els municipis de:
- Antas de Ulla
- Monterroso
- Palas de Rei